# Ōhura River
Der Ōhura River ist ein Fluss in Neuseeland, der über den Whanganui River an der Südwestküste der Nordinsel in die Tasmansee entwässert. Seine Quelle liegt nordwestlich des 719 m hohen Tangitu. Er fließt in südwestlicher und südlicher Richtung durch mehrere kleine Ortschaften, darunter Ohura, und mündet in den Whanganui River. Entlang weiter Teile des Flusstals verlaufen Straßen, darunter im mittleren Teil die Ōhura Road. Der Name der Māori lässt sich frei als „Entblößter Ort“ übersetzen.